# Saleen (ort i Irland)
Saleen är en ort i republiken Irland.   Den ligger i grevskapet County Cork och provinsen Munster, i den södra delen av landet, 210 km sydväst om huvudstaden Dublin. Saleen ligger 17 meter över havet och antalet invånare är 374.
Terrängen runt Saleen är platt. Runt Saleen är det ganska tätbefolkat, med 60 invånare per kvadratkilometer. Närmaste större samhälle är Douglas, 18,5 km väster om Saleen. Trakten runt Saleen består till största delen av jordbruksmark.